# Иваново-Кошевники
Иваново-Кошевники — деревня Ивняковского сельского поселения Ярославского района Ярославской области.

## География
Деревня расположена в окружении сельскохозяйственных полей на правом берегу реки Сосновка рядом с болотом и лесом в котором находится озеро Мещерово.

## История
В 2006 году деревня вошла в состав Ивняковского сельского поселения образованного в результате слияния Ивняковского и Бекреневского сельсоветов.

## Население
| 2007 | 2010 |
| ---- | ---- |
| 0    | →0   |

### Историческая численность населения
По состоянию на 1859 год в деревне было 15 домов, проживало 84 человека. По состоянию на 1989 год в деревне не было постоянного населения. Судя по космическим снимкам 2003 года, в деревне на этот момент не было ни одного жилого дома.

## Инфраструктура
На территории деревни расположены складские комплексы парафино-восковой продукции, свинарник.
Рядом с деревней строятся ДНП «Золотая Нива», коттеджные посёлки «Ярославские усадьбы» и «Изумрудная долина».
Почтовое отделение №150507, расположенное в посёлке Ивняки, на март 2022 года обслуживает в деревне 1 дом, 2 строения и КП «Ярославские усадьбы».

## Транспорт
Поворот к деревне находится по дороге «Ярославль-Ширинье» сразу после поворота на Медведково.
В километре от деревни находится остановка «Юркино», через которую проходят маршруты №№ 154 Ярославль-Главный — Ширинье, 154К Ярославль-Главный — Ширинье (через Курбу).